# Szeletienkulturen
Szeletienkulturen är en paleolitisk produkt av en kulturblandning mellan aurignacien och moustérien. Den återfanns i Ungern. Kulturen kännetecknas av lagerbladsspetsar. Den har fått sitt namn efter fyndorten Szeleta-Höhle.
Szeletienkulturen är en påminnelse om att utanför Västeuropa förekom fruktbringande kontakter mellan yngre paleolitiska och moustérientraditioner. 